# Otto Grün (General)
Otto Grün (* 29. Mai 1882 in Deggendorf; † 26. März 1948 in Tegernsee) war ein deutscher Offizier, zuletzt General der Artillerie der Wehrmacht.

## Leben

### Herkunft
Grün war der Sohn eines Landgerichtsrats. Er heiratete 1915 Eleonore Conrad.

### Militärkarriere
Nach dem Besuch eines Humanistischen Gymnasiums trat Grün am 16. Juli 1900 als Fahnenjunker in das 2. Fußartillerie-Regiment der Bayerischen Armee in Metz ein. Dort wurde er am 9. März 1902 nach dem Besuch der Kriegsschule zum Leutnant befördert. Grün absolvierte dann vom 1. Oktober 1905 bis 27. September 1907 die Artillerie- und Ingenieur-Schule. Ab 1. April 1909 wurde er als Bataillonsadjutant verwendet und am 3. März 1911 zum Oberleutnant befördert. Als solcher folgte am 1. Oktober 1912 seine Versetzung in das 3. Fußartillerie-Regiment nach Ingolstadt sowie ein Jahr später seine Kommandierung zur Kriegsakademie.
Der Ausbruch des Ersten Weltkriegs verhinderte, dass Grün seine Ausbildung dort abschließen konnte. Er wurde am 1. August 1914 zum Adjutant des I. Bataillons des Reserve-Fußartillerie-Regiment 3 ernannt, das zunächst als Teil die Kriegsbesetzung der Festung Metz bildete. Dann nahm das Regiment an den Kämpfen in Lothringen und Frankreich teil, wo Grün am 16. Dezember 1914 zum Hauptmann befördert und wenige Tage später als Führer der 6. Batterie in das 1. Fußartillerie-Regiment „vakant Bothmer“ versetzt wurde. Ab Juli 1916 stellte man ihn zur besonderen Verfügung beim Stab des Generals der Fußartillerie 5. Von dort folgte am 22. Februar 1917 seine Versetzung und Verwendung als Artillerieoffizier beim Generalkommando des preußischen IV. Reserve-Korps an der Ostfront. In dieser Stellung verblieb Grün jedoch nur vier Wochen. Er wurde zunächst zum Armeeoberkommando 6 kommandiert, am 7. Juli zu den Generalstabsoffizieren in besonderer Stellung versetzt und dem Armeeoberkommando 6 an der Westfront zugeteilt.
Nach Kriegsende wurde Grün am 19. Dezember 1918 in das Ministerium für militärische Angelegenheiten versetzt. Von Januar bis Anfang April 1919 folgte eine Verwendung als Führer der 1. Batterie des 3. Fußartillerie-Regiments und seine anschließende Versetzung zum Generalkommando des III. Armee-Korps. Am 1. Oktober wurde Grün in die Vorläufige Reichswehr übernommen und zum Generalstab des Reichswehr-Gruppenkommandos 4 versetzt. Mit der weiteren Reduzierung des Heeres ging seine Dienststelle im Wehrkreiskommando VII auf und Grün gehörte bis 28. Februar 1922 dem Stab an. Dann wurde er zur Inspektion der Artillerie (In 4) in das Reichswehrministerium nach Berlin versetzt und hier am 5. März 1923 mit Patent vom 1. Juli 1921 zum Major befördert. Nach vierjähriger Tätigkeit in Berlin kommandierte Grün vom 1. März 1926 bis 18. Oktober 1927 die III. Abteilung des 7. (Bayerisches) Artillerie-Regiments in Nürnberg, wurde zwischenzeitlich am 1. Mai 1927 mit RDA vom 1. Februar 1927 zum Oberstleutnant befördert und als solcher dann Lehrgangsleiter an der Artillerieschule Jüterbog. Er kehrte am 1. Februar 1929 wieder in das Reichswehrministerium zurück, wurde am 1. Februar 1930 Oberst und fungierte bis 31. Januar 1933 als Chef des Stabes der Inspektion der Artillerie. Anschließend wurde Grün zeitgleich mit der Ernennung zum Kommandeur der Artillerieschule zum Generalmajor befördert. Bereits nach einem Jahr folgte seine Beförderung zum Generalleutnant und am 1. Oktober 1934 seine Ernennung zum Inspekteur der Artillerie. In dieser Stellung wurde Grün am 1. August 1936 General der Artillerie und am 30. September 1937 aus dem aktiven Militärdienst verabschiedet.
Grün wurde am 1. November 1938 zur Verfügung des Heeres der Wehrmacht gestellt, ohne jedoch eine Verwendung zu erhalten. Erst kurz vor dem Beginn des Zweiten Weltkriegs ernannte man ihn am 26. August 1939 zum Inspekteur der Artillerie beim Chef der Heeresrüstung und Befehlshabers des Ersatzheeres. In dieser Stellung verblieb Grün bis zum 30. Mai 1944, wurde dann in die Führerreserve versetzt und seine Mobilmachungsbestimmung drei Monate später aufgehoben.

### Auszeichnungen
- Eisernes Kreuz (1914) II. und I. Klasse[1]
- Bayerischer Militärverdienstorden IV. Klasse mit Schwertern und Krone[1]
- Hanseatenkreuz Bremen[1]
- Hanseatenkreuz Lübeck[1]
- Deutsches Kreuz in Silber am 29. Mai 1944[2]